# Западно-Каролинский университет
Западно-Каролинский университет (англ. Western Carolina University, WCU) — американский государственный университет, расположенный в горном местечке Каллоуи в Северной Каролине (округ Джексон). Относится к системе Университетов Северной Каролины, в которой является пятым старейшим из 16 университетов. Был образован в 1889 году для образования населения горной области западной части Северной Каролины. Со временем стал одним из крупных культурных, научных и образовательных центров всего штата. В настоящее время в университете обучается около 11 000 студентов практически из всех штатов и 39 зарубежных стран. Расположен на западном склоне Голубого хребта, высочайшего хребта Аппалачей.

## Расположение

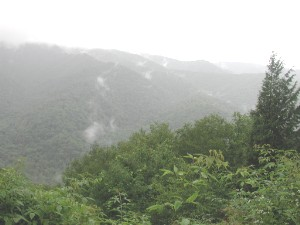
Великие Дымящиеся горы.

Западно-Каролинский университет расположен в деревне Каллоуи, включает также сателлитные кампусы в Ашвилле и Чироки. Предлагает также программы в нескольких коммунальных колледжах. Основной кампус находится в долине реки Туккасиги между Голубым хребтом и Великими Дымящимися горами. От основного кампуса до Ашвилла — 84 км (52 мили), до города Силва — 8 км (5 миль).
Здесь находятся одни из красивейших лесов США.